# Iwai Naohiro
Iwai Naohiro (jap. 岩井 直溥; * 2. Oktober 1923 in Ushigome (heute: Shinjuku), Präfektur Tokio; † 10. Mai 2014) war ein japanischer Komponist und Arrangeur.
Er beendete 1947 sein Studium an der National University of Fine Arts and Music in Tokio. Seit 1959 arbeitete Iwai als Arrangeur, nachdem er sich auf Jazz-Musik spezialisiert hatte. Zwischen 1947 und 1959 sammelte er viel Erfahrung mit diversen Bands.
Den Schwerpunkt seiner Arbeit bildeten Jugend- bzw. Schulorchester, er war aber auch weltweit als Gastdozent oder Jurymitglied gefragt. Seine Arrangements von berühmten Pop-Songs und seine Originalkompositionen sind international viel beachtet.

## Werke (Auswahl)
- 76 Trombones
- A Tribute to Harry James
- African Symphony
- American Graphity
- An American in Paris
- Caravan
- Children of Sanchez (Original von Chuck Mangione)
- Glenn Miller Medley
- In the Mood
- My Way
- Rhapsody in Blue
- Sing Sing Sing
- Sir Duke (Original von Stevie Wonder)
- Star Wars Episode 1 - Phantom Menace (mit anderen Arrangeuren)
- West Side Story
- When the Saints go marching in
- White Christmas
- Benny Goodman Memories
- Omens of Love
- Es sind ca. 5000 Arrangements/Kompositionen von Iwai bekannt